# Geodena pupillata
Geodena pupillata là một loài bướm đêm trong họ Geometridae.